# Lute Doły
Lute Doły – zniesiona wieś w Polsce położona w województwie lubelskim, w powiecie janowskim, w gminie Modliborzyce.
Nazwę wsi zniesiono z 2025 r.
W latach 1975–1998 miejscowość administracyjnie należała do województwa tarnobrzeskiego.